# Vola Vale
Vola Vale (nacida como Vola Smith; 12 de febrero de 1897-17 de octubre de 1970) fue una actriz de cine mudo estadounidense.

## Principios de carrera
Vale nació en Búfalo, Nueva York y fue educada en Chevy Chase, Maryland.[cita requerida] Sus amigos del instituto de Rochester, Nueva York, donde se crio, la conocían como Vola Smith. Comenzó su carrera en el teatro amateur de Rochester. Luego actuó durante un tiempo en compañías de teatro de variedades.
Tras trabajar a las órdenes de Bert Lytell en el teatro, en 1916 Vale comenzó a trabajar en el cine para Biograph, bajo la tutela del director de cine D.W. Griffith. Tras un mes interpretando papeles de ambiente, a Vola le ofrecieron un papel auténtico. Llevaba un vestido de terciopelo con cola y un sombrero de plumas. Pronto apareció en cortometrajes para Biograph. Entre los actores con los que actuó estaban William S. Hart, Sessue Hayakawa, Tsuru Aoki, William Haines, Harry Carey, Tully Marshall y William Russell.
Era experta en interpretar papeles españoles, italianos, franceses y gitanos. Además de trabajar para Biograph, Vola trabajó para Fox Film, Famous Players-Lasky, Universal Pictures y Paramount Pictures.

## Actriz seria
Su ambición era interpretar Madame Butterfly con una compañía japonesa real, así como actuar como Lorna Doone. Se sentía muy inspirada por Hayakawa y esperaba aprender a actuar por dentro, como él. Con Sessue Hayakawa realizó Each To His Kind (1917). Antes de comenzar el rodaje se decidió que el nombre Smith era demasiado común para ser utilizado por una estrella del cine. Cambió su nombre profesional por el de Vola Vale.
Vale reflexionó a principios de la década de 1920 sobre la observación, en particular sobre su poder para alcanzar la propia competencia interpretativa. La capacidad de la actriz para ver y anotar las pequeñas cosas de la vida y almacenarlas en su subconsciente, donde esperan ser utilizadas en el momento psicológico ante la cámara, es lo que le permite tener éxito en el trabajo que ha elegido o ser simplemente mediocre. Comenzó este proceso cuando era joven y actuaba con D.W. Griffith. Observó cómo el director se fijaba en todo lo que hacían los actores.

## Modelo
Vale modeló ropa para los Broadway Department Store de Los Ángeles, California. Una foto de 1916 de Los Angeles Times la muestra con un vestido exclusivo de Betty Wales de Broadway. Era un vestido muy popular entre las universitarias de la época.

## Vida privada
Vale estuvo casada con el director y productor de cine Al Russell. Tuvieron un hijo.[cita requerida] El 8 de diciembre de 1926, Vale se casó con el director John W. Gorman en Santa Ana, California. Mantuvieron la boda en secreto hasta que se lo comunicaron a sus amigos el 2 de febrero de 1927. Se casó por segunda vez con Lawrence McDougal, con quien permaneció hasta su muerte en febrero de 1970.
Fue miembro de Our Club, un grupo de diecisiete estrellas del cine "infantil" de Hollywood. Mary Pickford fue presidenta honoraria. Sus compañeras eran Mildred Davis, Helen Ferguson, Patsy Ruth Miller, Clara Horton, Gertrude Olmstead, Laura La Plante, Virginia Fox, Colleen Moore, ZaSu Pitts, Lois Wilson, May McAvoy, Gloria Hope, Virginia Valli, Carmel Myers, Edna Murphy y Carmelita Geraghty.
Vale murió en Hawthorne, California en 1970, a los 73 años, de una enfermedad cardíaca. Está enterrada en el Roosevelt Memorial Park del Condado de Los Ángeles, California.

## Filmografía
| Año  | Título                       | Papel                            | Notas                                         |
| ---- | ---------------------------- | -------------------------------- | --------------------------------------------- |
| 1916 | Timothy Dobbs, That's Me     | Mary Clarkson                    |                                               |
| 1916 | The Eagle's Wings            | Kitty Miles                      |                                               |
| 1916 | The Price of Silence         | Aline Urmy                       |                                               |
| 1917 | Each to His Kind             | Amy Dawe                         |                                               |
| 1917 | The Winning of Sally Temple  | Lady Pamela Vauclain             |                                               |
| 1917 | Mentioned in Confidence      | Marjorie Manning                 |                                               |
| 1917 | Perils of the Secret Service | Minna Ober                       | (Episodio #1)                                 |
| 1917 | The Bond Between             | Ellen Ingram                     |                                               |
| 1917 | The Secret of Black Mountain | Miriam Vale                      | Cortometraje                                  |
| 1917 | The Son of His Father        | Hazel Mallinsbee                 |                                               |
| 1917 | The Lady in the Library      | Mildred Vandeburg                |                                               |
| 1917 | Zollenstein                  | Princesa Fulvia / Princesa Zenia |                                               |
| 1917 | The Silent Man               | Betty Bryce                      |                                               |
| 1918 | Wolves of the Rail           | Faith Lawson                     |                                               |
| 1918 | The Locked Heart             | Ruth Mason                       |                                               |
| 1919 | Happy Though Married         | Diana Ramon                      |                                               |
| 1919 | A Heart in Pawn              | Emily Stone                      |                                               |
| 1919 | Hearts Asleep                | Virginia Calvert                 |                                               |
| 1919 | Hornet's Nest                | Muriel Fletcher                  |                                               |
| 1919 | Six Feet Four                | Winifred Waverly                 |                                               |
| 1919 | Someone Must Pay             | Molly Brent                      |                                               |
| 1920 | Overland Red                 | Louise Alacarme                  |                                               |
| 1920 | Alias Jimmy Valentine        | Rose Lane                        |                                               |
| 1920 | A Master Stroke              | Minnie Patton                    |                                               |
| 1920 | The Purple Cipher            | Jeanne Baldwin                   |                                               |
| 1920 | Someone in the House         | Molly Brent                      |                                               |
| 1920 | The Iron Rider               | Mera Donovan                     |                                               |
| 1920 | Common Sense                 | Violet Manners                   |                                               |
| 1921 | Singing River                | Alice Thornton                   |                                               |
| 1921 | The Duke of Chimney Butte    | Vesta Philbrook                  |                                               |
| 1921 | White Oak                    | Barbara                          |                                               |
| 1922 | Good Men and True            | Georgie Hibbler                  |                                               |
| 1923 | Crashin' Thru                | Diane                            |                                               |
| 1923 | Soul of the Beast            | Jacqueline                       |                                               |
| 1923 | The Man Between              | Rosie (novia de Joe Cateau)      |                                               |
| 1923 | Mothers-in-Law               | Ina Phillips                     |                                               |
| 1923 | The Midnight Flower          | Myra                             |                                               |
| 1924 | The Mirage                   | Betty Bond                       |                                               |
| 1925 | Who Cares                    | Tootles                          |                                               |
| 1925 | The Phantom of the Opera     | Bailarina / Criada de Christine  | Sin acreditar                                 |
| 1925 | Little Annie Rooney          | Mamie                            |                                               |
| 1925 | Heartless Husbands           | Mrs. Jackson Cain                |                                               |
| 1926 | Her Big Adventure            | Condesa Fontaine                 |                                               |
| 1926 | Two Can Play                 | Mimi                             |                                               |
| 1926 | The Sky Pirate               |                                  |                                               |
| 1926 | Home Sweet Home              |                                  |                                               |
| 1927 | Black Tears                  |                                  |                                               |
| 1932 | Tomorrow and Tomorrow        | Mujer del pueblo                 | Sin acreditar                                 |
| 1936 | One Rainy Afternoon          | Papel menor                      | Sin acreditar, (último papel cinematográfico) |